# Praça de Casa Forte
A Praça de Casa Forte é uma praça localizada no bairro homônimo da cidade do Recife, Pernambuco, Brasil.

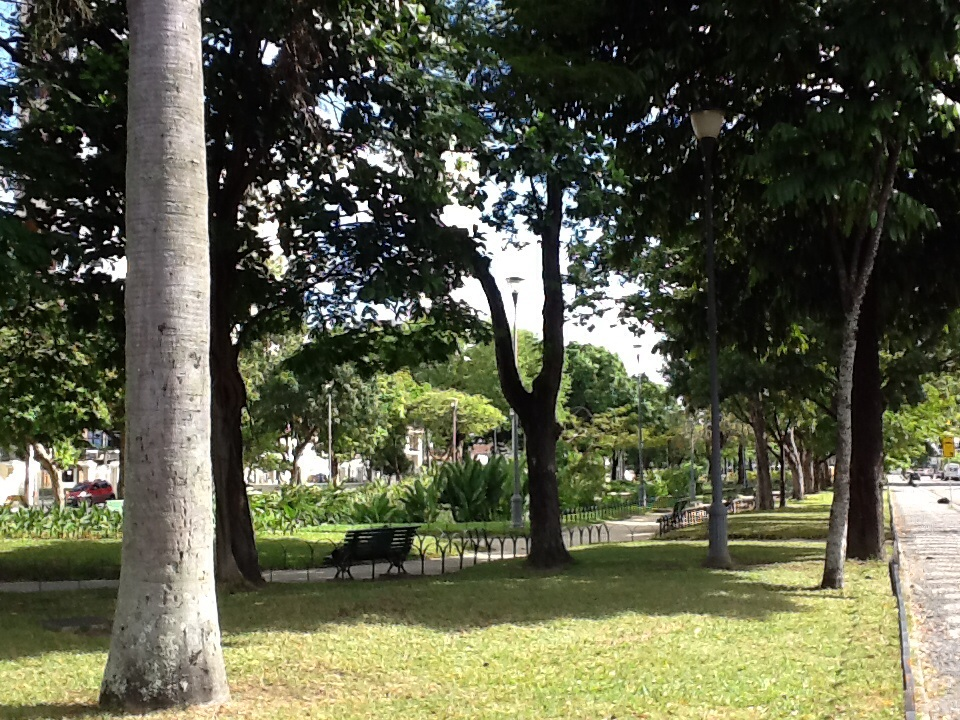
Praça de Casa Forte

Primeiro jardim público idealizado por Roberto Burle Marx, em 1934, o logradouro tem este nome em alusão à Casa-forte de Dona Anna Paes, que também deu nome ao bairro, onde ocorreu a Batalha de Casa Forte, entre luso-brasileiros e holandeses, no ano de 1645. Em 1933, o pátio em frente à Igreja foi revitalizado. Quatro anos depois, em 1937, o Prefeito Novaes Filho transformou a praça em um espaço de lazer, colocando-a à disposição da população pernambucana.

## Monumentos
- Igreja Matriz de Casa Forte.[1]

## Festa da Vitória Régia
Todos os anos, a comunidade do bairro de Casa Forte promove a Festa da Vitória Régia.